# Chālmūreh
Chālmūreh (persiska: چالموره) är en ort i Iran.   Den ligger i provinsen Kohgiluyeh och Buyer Ahmad, i den centrala delen av landet, 600 km söder om huvudstaden Teheran. Chālmūreh ligger 838 meter över havet och antalet invånare är 418.
Terrängen runt Chālmūreh är kuperad åt sydväst, men åt nordost är den bergig.Runt Chālmūreh är det ganska glesbefolkat, med 24 invånare per kvadratkilometer. Närmaste större samhälle är Bāsht, 7,7 km väster om Chālmūreh. Omgivningarna runt Chālmūreh är i huvudsak ett öppet busklandskap.